# Jindřich Otta z Losu
Jindřich Otta z Losu (1541 – 21. června 1621, Praha) byl rytíř z rodu Ottů z Losu, člen direktoria českých stavů v době stavovského povstání (1618–1620). Dříve působil jako císařský rada, ale i za vlády zimního krále Fridricha Falckého v letech 1619–1620 působil ve funkci podkomoří králové, v těchto letech byl i karlštejnským purkrabím za rytířský stav.
V roce 1602 koupil statek Komárov, který měl přejít po jeho smrti na manželku Elišku z Vchynic a po její smrti na dceru Kateřinu Pětipeskou z Losu, majetek byl ale v roce 1621 zkonfiskován.

## Závěr života
Po porážce stavovského povstání byl Otta z Losu v únoru 1621 na základě císařského příkazu Ferdinanda II. zatčen a uvězněn v Bílé věži Pražského hradu, přestože šlo o nemocného, asi osmdesátiletého starce. Dle císařských směrnic tu nebylo třeba prokazovat vinu a obhajoba nebyla nikomu povolena. Před vyšetřovací komisí Otta z Losu trval na tom, že stavovský odpor nebyl vzpourou proti králi, ale obranou privilegií Českého království. Mimořádný tribunál jej odsoudil k popravě – spolu s dalšími „českými pány“. Původní verdikt zněl rozčtvrcení zaživa, ale dostalo se mu částečného omilostnění, takže byl „pouze“ sťat. Na popraviště vešel jako čtvrtý z rytířského stavu a jako sedmý v celkovém pořadí. Byl českobratrské víry, ale kněz tohoto náboženství mu povolen nebyl. Poprava byla vykonána na Staroměstském náměstí dne 21. 6. 1621. Hlavu Otty z Losu přibil popravčí na Staroměstskou mosteckou věž, kde zůstala až do listopadu 1631, kdy byly lebky při vpádu saské armády sejmuty a uloženy k poslednímu spočinutí se všemi poctami v Týnském chrámu. Po odchodu Sasů se lebky záhadně ztratily a o dalších osudech ostatků popravených se pouze spekuluje (rok 2021).